# Jerkebulan Seidachmet
Jerkebulan Qairatuly Seidachmet (kasachisch Еркебұлан Қайратұлы Сейдахмет, russisch Еркебулан Кайратович Сейдахмет Jerkebulan Kairatowitsch Seidachmet; * 4. Februar 2000 in Taras, Kasachstan) ist ein kasachischer Fußballspieler, der seit 2019 beim FK Qairat Almaty unter Vertrag steht.

## Karriere

### Verein
Seidachmet begann das Fußballspielen bei Montaschnik Taras in seiner Heimatstadt. Seine Profikarriere begann er in der Saison 2017 beim FK Taras. Sein Debüt in der kasachischen Premjer-Liga gab er im Alter von 17 Jahren am 1. April 2017 bei der 1:0-Auswärtsniederlage gegen Tobyl Qostanai, als er in der 84. Minute für Baqtijar Sainutdinow eingewechselt wurde. Nur zwei Minuten später erhielt er bereits eine Verwarnung. In der Begegnung mit Ertis Pawlodar am 18. Juni erzielte er sein erstes und einziges Tor für Taras. Insgesamt absolvierte er in seiner Premierensaison 15 Spiele für den Verein.
Im Februar 2018 wechselte er zum russischen Erstligisten FK Ufa, wo er einen Vertrag bis Ende 2020 erhielt. Sein Debüt in der russischen Premjer-Liga gab er am 10. März 2018 gegen Anschi Machatschkala.

### Nationalmannschaft
Seidachmet absolvierte drei Spiele für die kasachischen U-17-Junioren, in denen er ein Tor erzielte. Für die U-19-Mannschaft stand er insgesamt neunmal auf dem Platz und erzielte zwei Tore.